# There Is
Singles de Box Car Racer
I Feel So
(2002)
Pistes de Box Car Racer
Sorrow
(09) The End with You
(11)
There Is est une chanson du groupe Box Car Racer. Elle apparait sur l'album Box Car Racer, c'est le second et dernier single de l'album sorti le 1er janvier 2003.

## Liste des pistes
| I Feel So | I Feel So             | I Feel So     | I Feel So | I Feel So | I Feel So | I Feel So | I Feel So | I Feel So | I Feel So |
| No        | Titre                 | Auteur        | Durée     |           |           |           |           |           |           |
| --------- | --------------------- | ------------- | --------- | --------- | --------- | --------- | --------- | --------- | --------- |
| 1.        | There Is (Radio Edit) | Box Car Racer | 3:08      |           |           |           |           |           |           |
| 2.        | Tiny Voices           | Box Car Racer | 3:27      |           |           |           |           |           |           |
| 6:35      |                       |               |           |           |           |           |           |           |           |